# Каршияк
Вижте пояснителната страница за други значения на Кършияка.
Каршияк, Кършияк, Карши-яка или Каршиака е историко-географска област в Пиринска Македония, България. Името идва от турското Karşıyaka, Каршъяка и означава отсрещната страна или отсрещния край. Така османците наричат тази част от Мелнишката каза, която се намира в Малешевията, западно от река Струма. Този топоним на района се налага, като се отнася за селищата в източния дял на Малешевска планина. До към 1878 година Каршияка се числи административно към Мелник, а по-късно към Петрич. След Балканските войни от 1912-1913 година по времето на Царство България, покрайнината е в състава на Петричка околия. 